# Poliopastea trinitatensis
Poliopastea trinitatensis là một loài bướm đêm thuộc phân họ Arctiinae, họ Erebidae.